# Gough Whitlam
Edward Gough Whitlam (Melbourne, 11 de juliol de 1916 - Sydney 21 d'octubre de 2014) va ser un polític australià, primer ministre entre 1972 i 1975.